# Buduruvagala

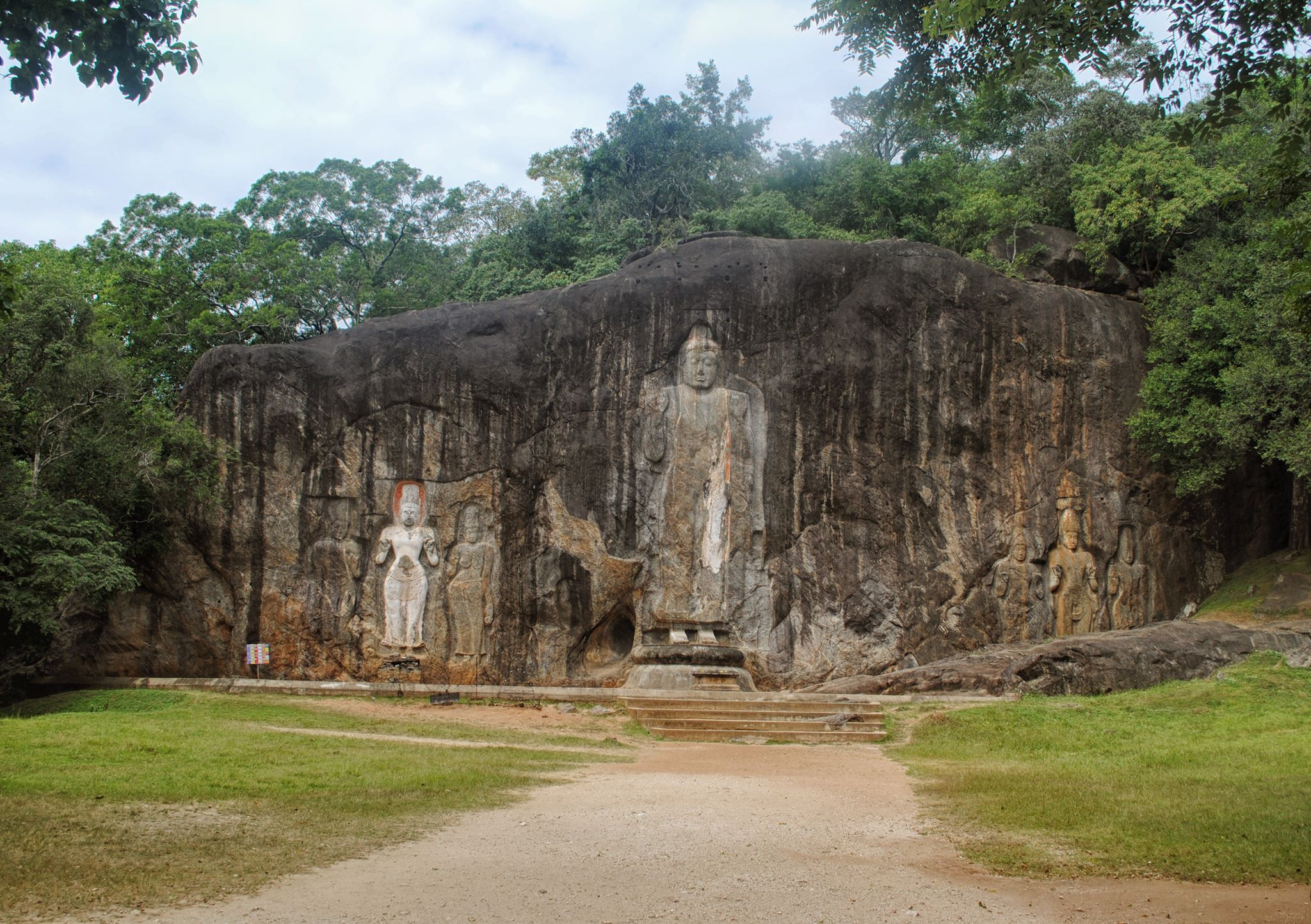
Buduruvagala

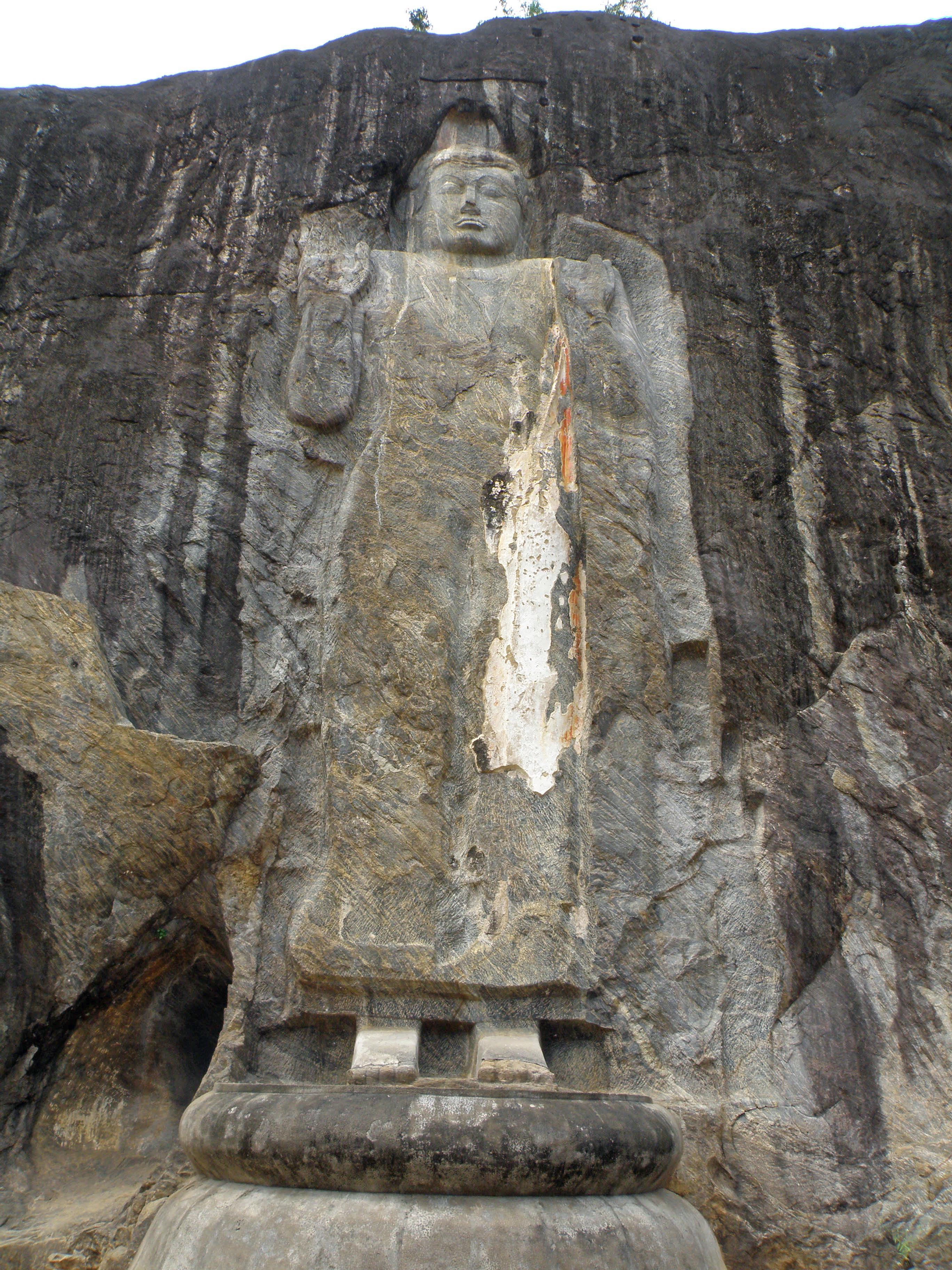
de grote Boeddha van Buduruvagala

Buduruvagala is een oude boeddhistische tempel op ongeveer 6,5 kilometer ten zuidoosten van Wellawaya in het district Moneragala in Sri Lanka. Het complex bestaat uit zeven beelden en behoort tot de stroming mahayana, waaronder een kolossaal Boeddhabeeld.
Elders in Sri Lanka bevinden zich het Avukana Boeddhabeeld en Maligawila Boeddhabeeld.

## Naam
Buduruvagala betekent "de rots van boeddhistische sculpturen". De naam Buduruwagala is afgeleid van de woorden voor Boeddha (Budu), afbeeldingen (ruva) en steen (gala). De meeste bezoekers, vooral boeddhisten, die de tempel bezoeken, zullen zeker Buduruvagala bezoeken.

## Beelden
De grootste van de staande Boeddhabeelden is 16 meter hoog en is het grootste staande Boeddhabeeld van Sri Lanka.
Het gigantische Boeddhabeeld draagt nog steeds sporen van zijn oorspronkelijke gepleisterde gewaad en een lange strook oranje suggereert dat het ooit helder beschilderd was. De middelste van drie figuren links van de Boeddha is wit geschilderd en wordt van gedacht dat ze een boeddhistisch mythologisch figuur zijn: de Bodhisattva Avalokitesvara. Rechts van deze wit geschilderde figuur staat een vrouwelijk figuur in de drievoudig gebogen houding, waarvan wordt gedacht dat hij zijn partner-Tara is.

## Geschiedenis
De autoriteiten dateren de beelden meestal uit de 9e of 10e eeuw. Over Buduruvagala zijn er niet veel historische gegevens bekend. Zelfs de oorspronkelijke naam is onbekend. Men denkt dat het een kluizenarij was voor monniken.

## Mosterdolielamp
In dezelfde rots waar de sculpturen zijn uithouwen is er een uitgesneden vorm van ongeveer 90 centimeter breed en 120 centimeter hoog. Het heeft de vorm van een vlam. De binnenwand van deze uitgesneden vorm is altijd nat van olie die erg naar mosterdolie ruikt. Deze olie komt in deze gesneden vorm terecht zonder verklaarbare bron of reden.

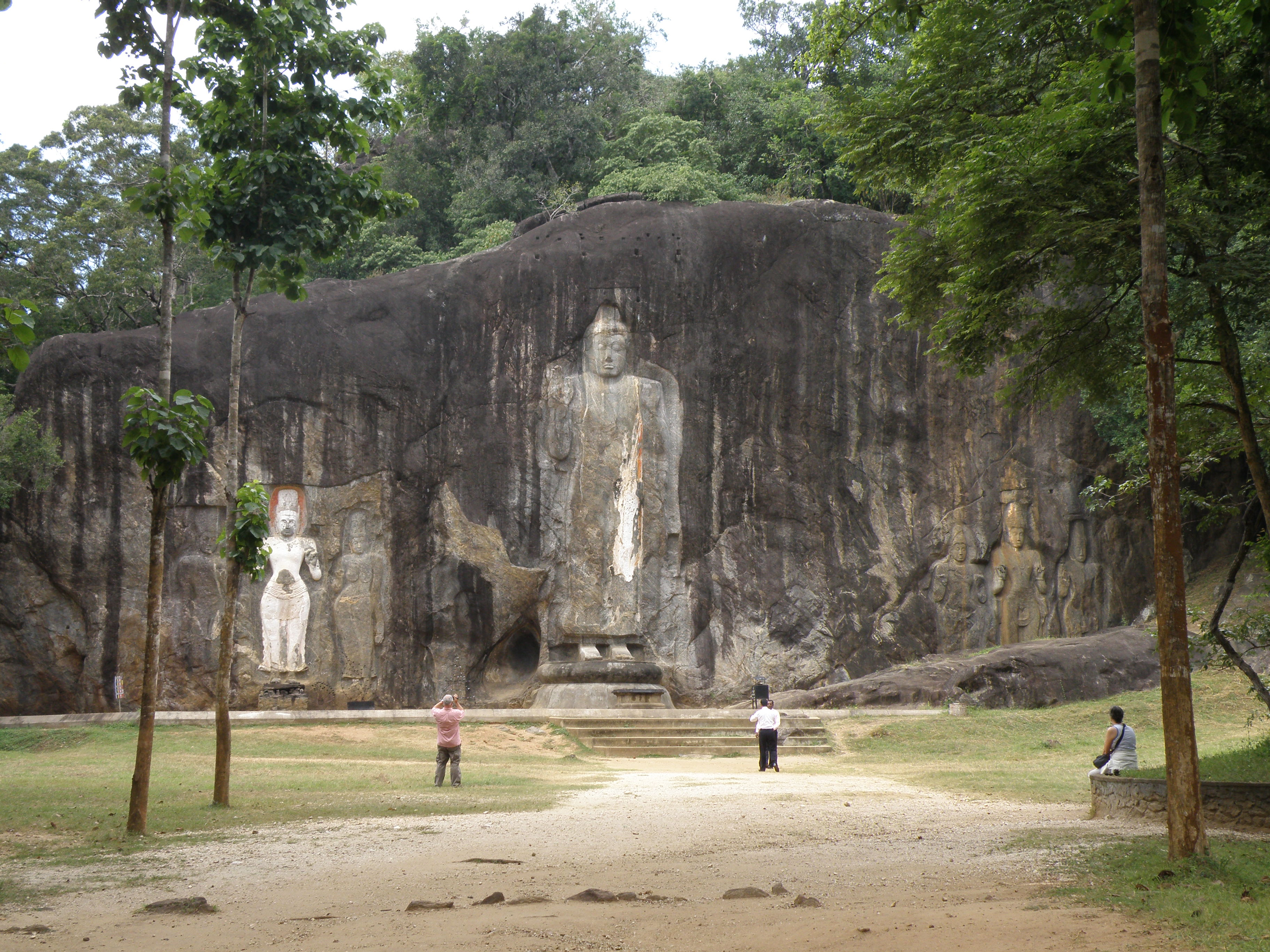
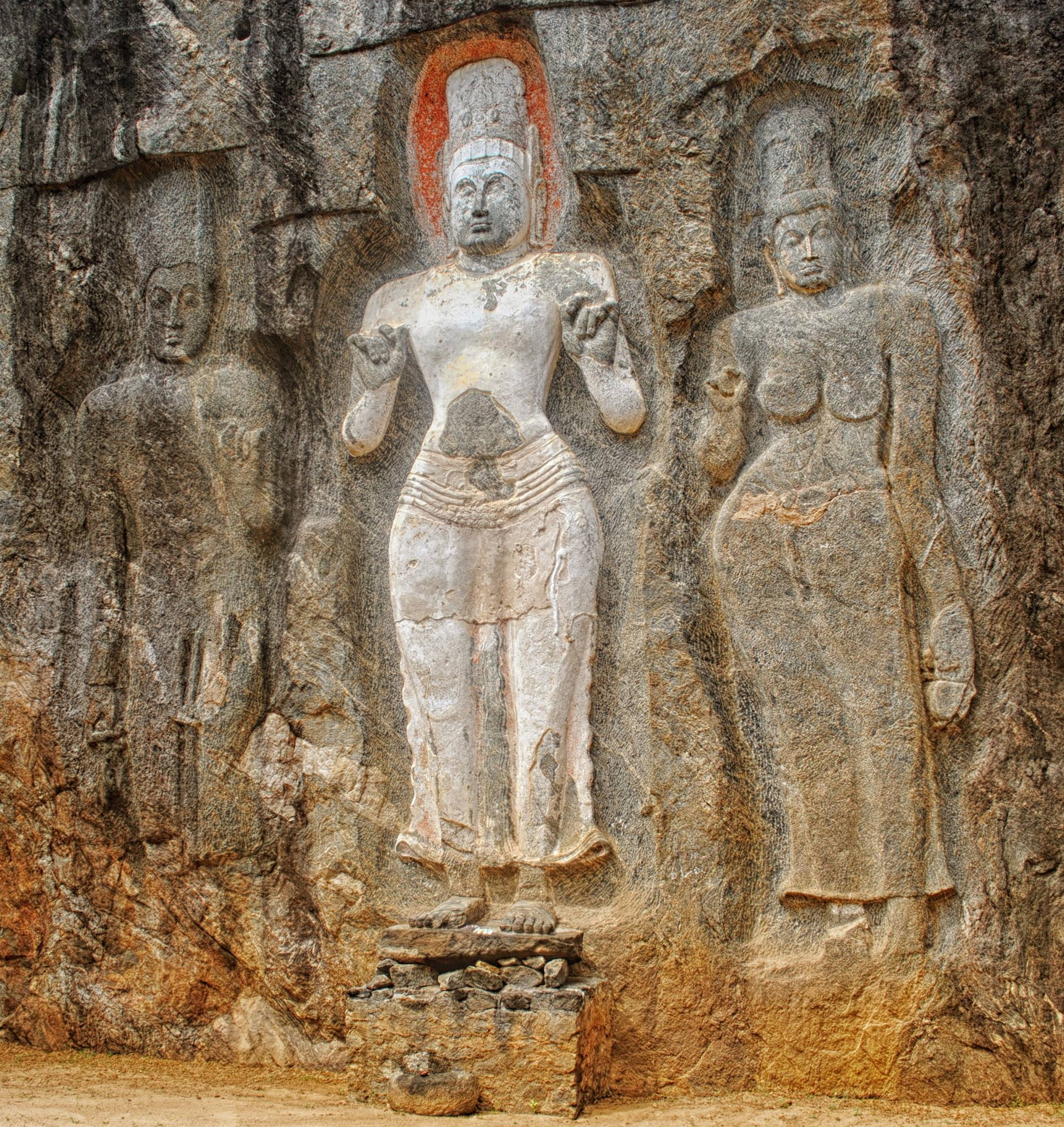
Avalokitesvara in het midden en rechts Tara
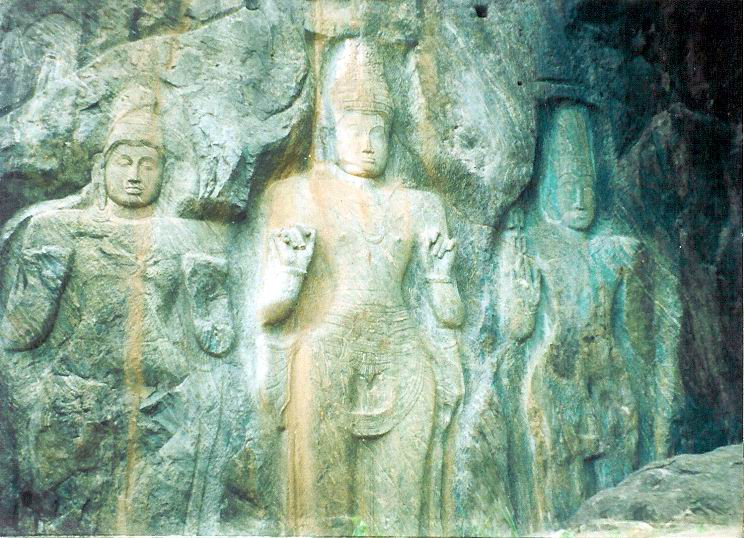
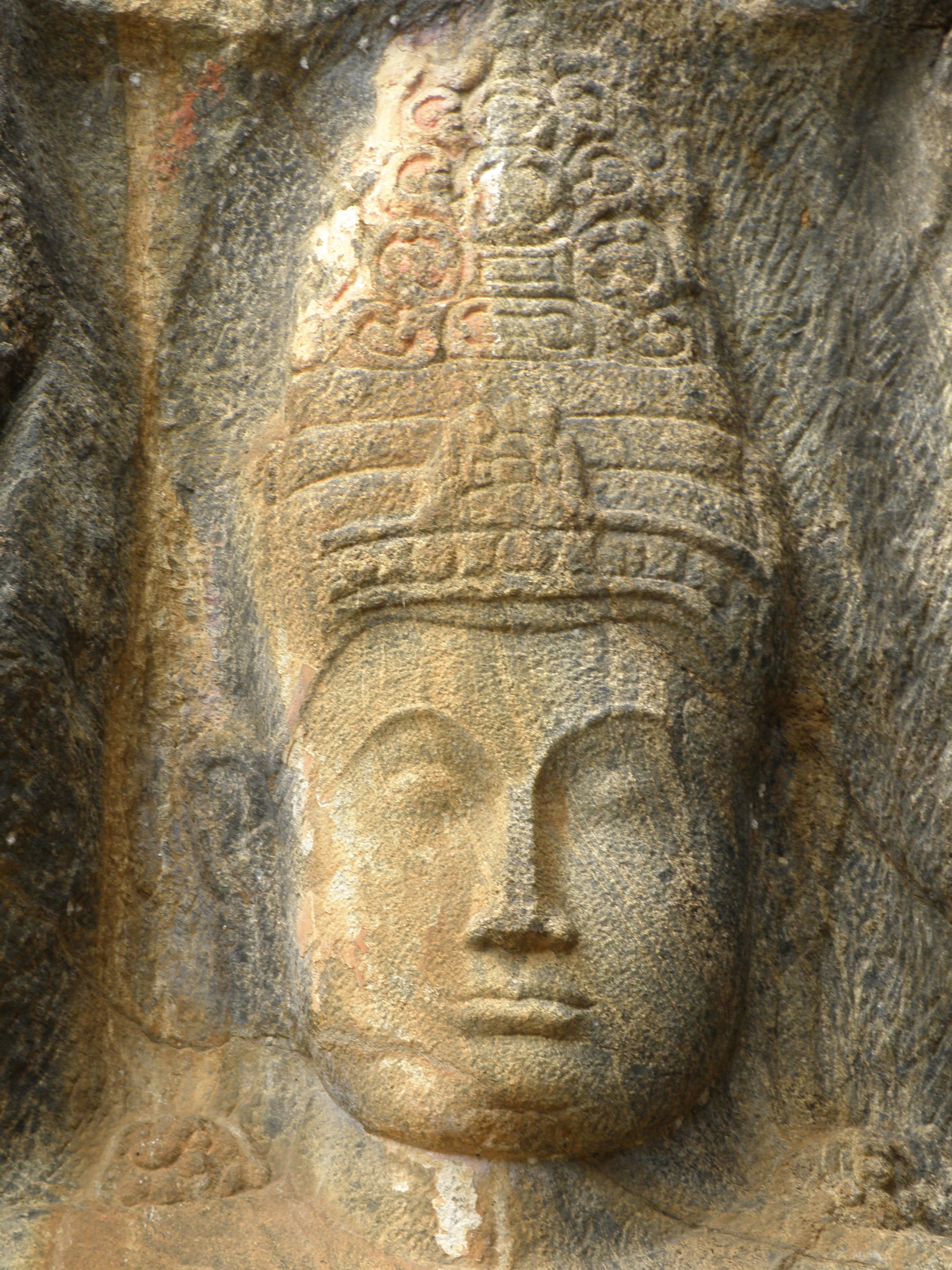